# Regina Halmich
Regina Halmich (Karlsruhe, 22 de novembro de 1976) é uma ex-boxeadora profissional e apresentadora de TV, nascida na Alemanha. Entre 1995 e 2007, ela foi por 45 vezes campeã mundial invicta (44 títulos pela WIBF e 1 pela IWBF) em três divisões de peso diferentes. Halmich tem 56 lutas em seu cartel e venceu 54 delas, sendo 16 por nocaute. É considerada uma das melhores pugilistas femininas de todos os tempos. Em 2022, foi introduzida no Hall da Fama do Boxe Internacional.

## Aparições e curiosidades
- Personagem jogável de destaque em Knockout Kings 2001 para PlayStation e PlayStation 2;[11] atuou também como comentarista na versão alemã do jogo.[12]

- Posou semi-nua para as edições de maio de 2003 e março de 2015 da revista Playboy Deutschland.[13][14]

- Contribuiu com vocais de apoio na música “Schlag mich”, presente no álbum “Memento Mori” de 2004; da banda Umbra et Imago.[15][16]

- Dueto colaborativo junto da cantora Doro Pesch no single We're Like Thunder de 2005.[17][18]